# Iridopsis alternata
Iridopsis alternata là một loài bướm đêm trong họ Geometridae.